# Горња Јутрогошта
Горња Јутрогошта је насељено мјесто у граду Приједор, Република Српска, БиХ. Према попису становништва из 1991. у насељу је живјело 337 становника.

## Географија
Горња Јутрогошта је пољопривредни крај. Конфигурација терена је погодна за воћарство и виноградарство, као и за сточарство. Крајолик богат водом и природним изворима, као и прекрасним бражуљцима за одмор и уживање. У селу се налази пар напуштених иманја која би уз минимална улагања могла да задовоље потребе села и сеоског туризма. Јутрогошта је добрим путевима повезана са Приједором, Козарском Дубицом, Новим Градом као и Костајницом.
Село Јутрогошта има више засеока: Бојанића брдо, Збијег, Паратуше, Кореја, Дошенско брдо, Ријека, и друга. Од презимена највише су заступљени: Бојанићи, Мајсторовићи, Јаворићи, Дошени, Ђаковићи, Балабани, а и Кнежевићи, Булићи, Пилиповића, Крнета, Радаковића, Вујиновића, Зорића, Бановића, Кунића, Ђурића, Медића, Мутићи, Родићи, Коралије, Пекије, Лајићи, Тркуље, Бурсаћи, Шипке, Лукићи, Кесари, Качавенде, Виле, Марковићи, и други.

### Воде
Јутрогошта има три ријечице (потоци). Од њих три најдужа је Враголовача која извире на сјеверу села, на Равном Гају, и тече према југу. У Брезичанима се улијева у Сану, након пређених 10 km тока. Друга ријечица је Црквена која извире у засеоку Збијег и након 2 km тока улијева се у Д. Јеловцу у ријечицу Јеловачу. Трећа је поточић Јови поток. Он иизвире испод Бурсаћа, и тече на југ гдје код брда Лупља наглим завојем окреће и тече на сјевер, тако да се има осјећај гледајући поток да тече узбрдо.
Један од извора Црквене је извор Водица који никад хе пресушује а вода је хладна и питка каква се само пожељети може. Ту гдје је извор некад је била црква али нико не зна кад. Људи су орућ њиве изоравали циглу, керамичке предмете итд. Имају неке приче да је ту био манастир, јер се та цијела долина зове Црквена.

## Култура
У Јутрогошти се сваке године одржавају манифестације као што су: у мају меморијални турнир „Браћа Бојанић“, 12 јула слава села св. Петар и Павле, у августу сабор српског пјевања Козаре и Поткозарја.

## Становништво
|             | 2013.        | 1991.        | 1981.        | 1971.        | 1961.        |
| Укупно      | 155 (100,0%) | 337 (100,0%) | 527 (100,0%) | 617 (100,0%) | 784 (100,0%) |
| Срби        | 150 (96,77%) | 332 (98,52%) | 500 (94,88%) | 614 (99,51%) | 783 (99,87%) |
| Југословени | 2 (1,290%)   | 1 (0,297%)   | 27 (5,123%)  | –            | –            |
| Словенци    | 1 (0,645%)   | –            | –            | –            | –            |
| Православци | 1 (0,645%)   | –            | –            | –            | –            |
| Остали      | 1 (0,645%)   | 4 (1,187%)   | –            | 1 (0,162%)   | –            |
| Бошњаци     | –            | –            | –            | 1 (0,162%)1  | –            |
| Хрвати      | –            | –            | –            | 1 (0,162%)   | 1 (0,128%)   |

1. 1 На пописима од 1971. до 1991. Бошњаци су пописивани углавном као Муслимани.